# Đá phiến lam

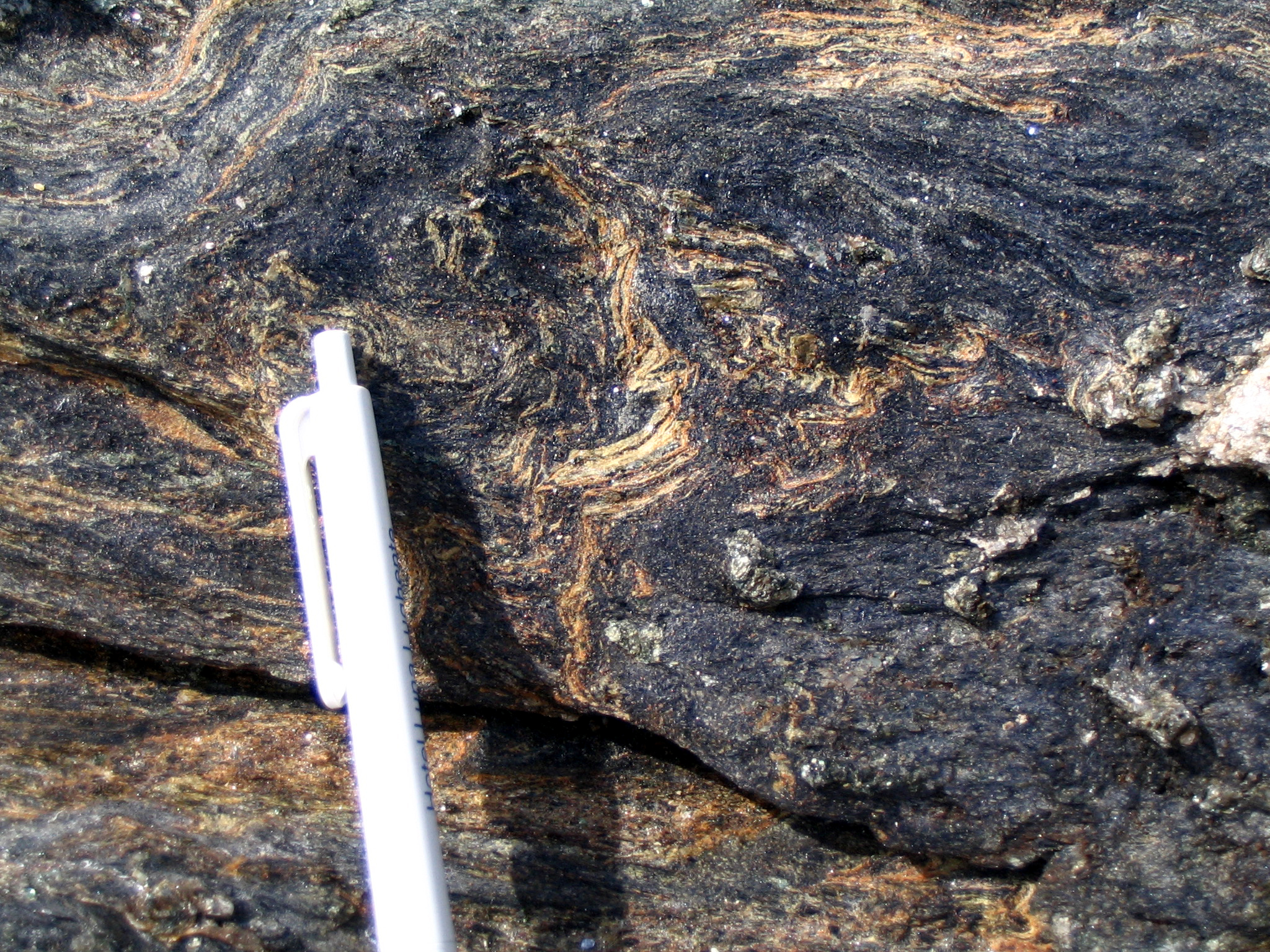
Đá phiến lam, Ile de Groix, Pháp.

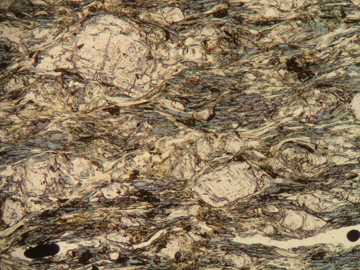
Ảnh chụp vi ảnh của đá phiến lam, Sivrihisar, Thổ Nhĩ Kỳ

Đá phiến lam còn loại là đá phiến glaucophan, là một loại đá biến chất hình thành từ sự biến chất của bazan và các đá có thành phần tương tự ở áp suất cao và nhiệt độ thấp (khoảng 200 đến 500 °C (392 đến 932 °F)), ở độ sâu khoảng 15 đến 30 kilômét (9,3 đến 18,6 mi). Màu lục của đá là do sự có mặt của các khoáng vật chủ yếu như glaucophan và lawsonit.
Đá phiến lam thông thường được tìm thấy trong các vành đai kiến tạo sơn như các địa thể thạch luận học trong tiếp xúc đứt gãy với các tướng đá phiến lục hoặc hiếm hơn là eclogit.